# Dalian Atkinson
Dalian Robert Atkinson (Shrewsbury, 21 de março de 1968 — Telford, 15 de agosto de 2016) foi um futebolista inglês que jogava como atacante.
Em clubes, destacou-se pelo Aston Villa, onde atuou em 85 jogos entre 1991 e 1995, marcando 23 gols. Teve passagens destacadas, ainda, por Ipswich Town (onde iniciou a carreira em 1985) e Fenerbahçe, além de ter jogado por Sheffield Wednesday (onde foi treinado pelo ex-técnico do Manchester United Ron Atkinson, com quem não tinha parentesco), Real Sociedad, Metz, Manchester City (ambos por empréstimo) e Al-Ittihad. Encerrou a carreira em 2001, após curtas passagens no futebol da Coreia do Sul, onde defendeu Daejeon Citizen e Jeonbuk Hyundai Motors.

## Morte
Atkinson morreu aos 48 anos, depois de ter sido atingido por uma descarga elétrica de um taser disparado pela polícia em Telford, no condado de Shropshire.